# Museo de la Automoción de Lérida
El Museo de la Automoción de Lérida (en catalán, Museu de l'Automoció de Lleida) es un museo municipal de Lérida dedicado al mundo de la automoción en general y especializado en vehículos antiguos. El año 2010 recibió la visita de 12.766 personas. Está situado en el número 22 de la calle de Santa Cecilia. 

## El museo
Inaugurado en septiembre de 2002, el proyecto va ligado a la Fundación para el Patrimonio Arqueológico Industrial, que tiene como objetivo fomentar la recuperación del patrimonio industrial, de obras públicas, maquinaria agrícola o automoción (incluyendo la gestión, creación y promoción de museos sobre estas materias) y la constitución y administración de centros de documentación.

## La colección
El museo está estructurado en cinco grandes ámbitos:
- Los automóviles, ordenados cronológicamente en diferentes bloques temáticos (históricos, clásicos, populares, microcoches, transportes públicos...) propiedad del Ayuntamiento de Lérida y gran parte cedidos temporalmente por varios propietarios de la provincia de Lérida.
- Las motocicletas.
- El taller: un espacio donde se representa un antiguo taller, aprovechando parte de los elementos estructurales del museo, el antiguo taller propiedad de Eduardo Velasco, edificio datado de 1956 edificado por el arquitecto Bordalba.
- Los motores.
- Las miniaturas: muestra de la extensa colección del señor Duró y el señor Camps, que permite hacer un recorrido exhaustivo por la historia de la automoción.

La colección del museo está formada por un conjunto de vehículos históricos propiedad del Ayuntamiento de Lérida y por otros vehículos depositados en el museo, cedidos temporalmente por particulares para complementar la colección municipal.